# レオポルド・カフェ

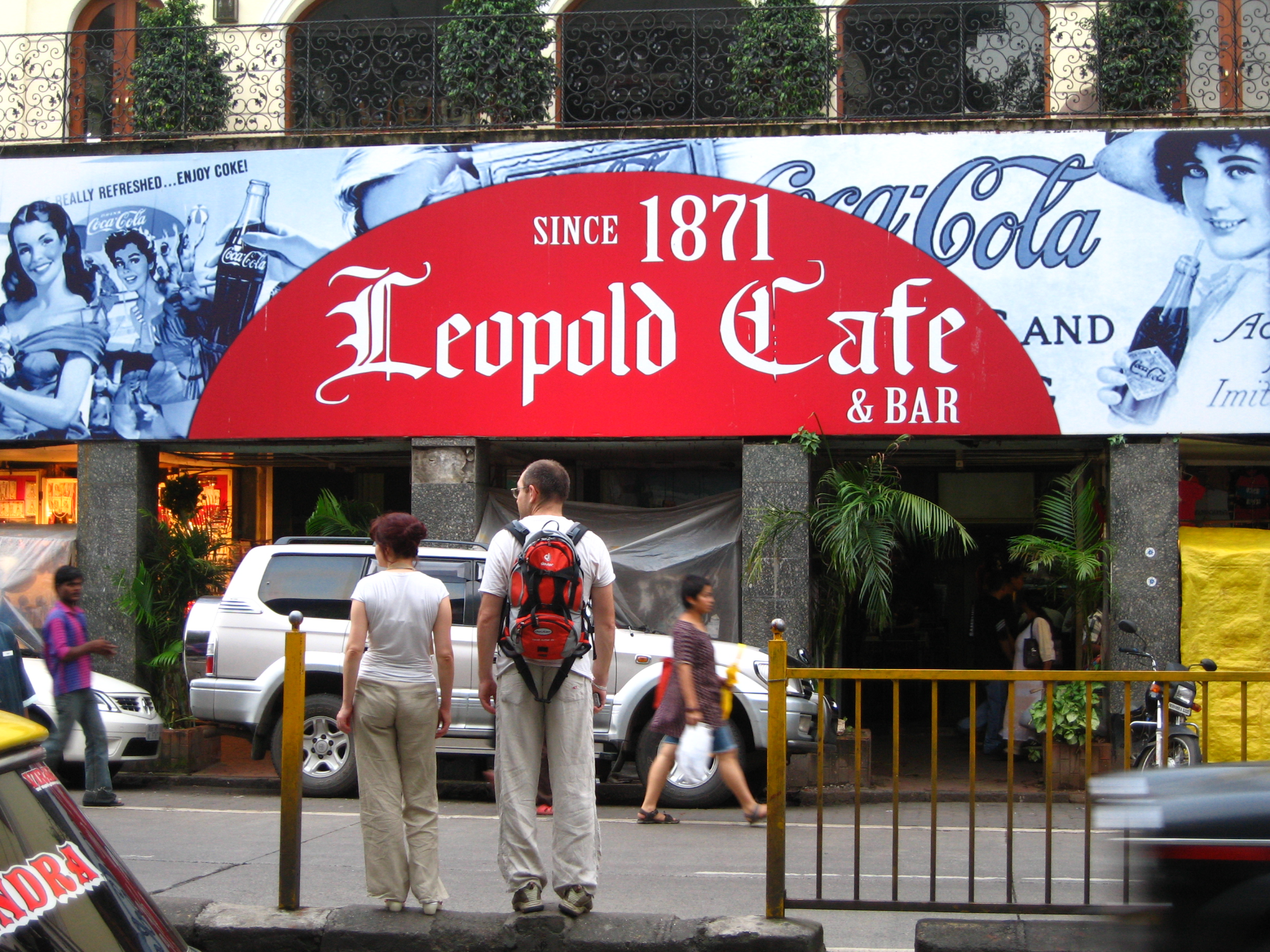
レオポルド・カフェ

レオポルド・カフェ（Leopold Cafe）は、インドのムンバイにあるレストランである。1871年に設立された。
レオポルド・カフェはコラバ警察署の向かいに位置しており、2008年のムンバイ同時多発テロの際に、コラバ警察署とともにテロリストに攻撃された。また、グレゴリー・デイヴィッド・ロバーツの小説『シャンタラム』の舞台としても知られ、主人公が通いつめるレストランとして登場する。